# Окислительное дезаминирование
Окислительное дезаминирование — процесс дезаминирования в печени, при котором образуются соответствующие карбоновые кислоты.
В присутствии азотистой кислоты, могут образовываться мутации — транзиции, превращения цитозина в урацил.

## В цикле мочевины
Глутамат является единственной аминокислотой, которая подвергается окислительному дезаминированию. В данном процессе образуются два токсичных продукта:
- пероксид водорода
- аммиак